# Podregion Pori
Podregion Pori (fiń. Porin seutukunta) – podregion w Finlandii, w regionie Satakunta.
W skład podregionu wchodzą gminy:
- Harjavalta,
- Huittinen,
- Kokemäki,
- Merikarvia,
- Nakkila,
- Pomarkku,
- Pori,
- Ulvila.

W skład podregionu wchodziły gminy:
- Luvia (1 stycznia 2017 włączona do gminy Eurajoki)[3].